# Chorizo

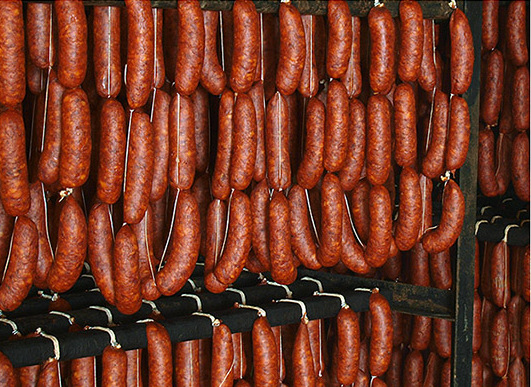
Sušení choriza

Chorizo [tʃo'ɾiθo] (špan.), Chouriço [ʃoɾˈisu] (portug.), Xoriço [ʃu'ɾisu] (katalán.), Txorizo [tʃoˈɾis̻o] (bask.) je tradiční sušený salám ze Španělska a Portugalska.

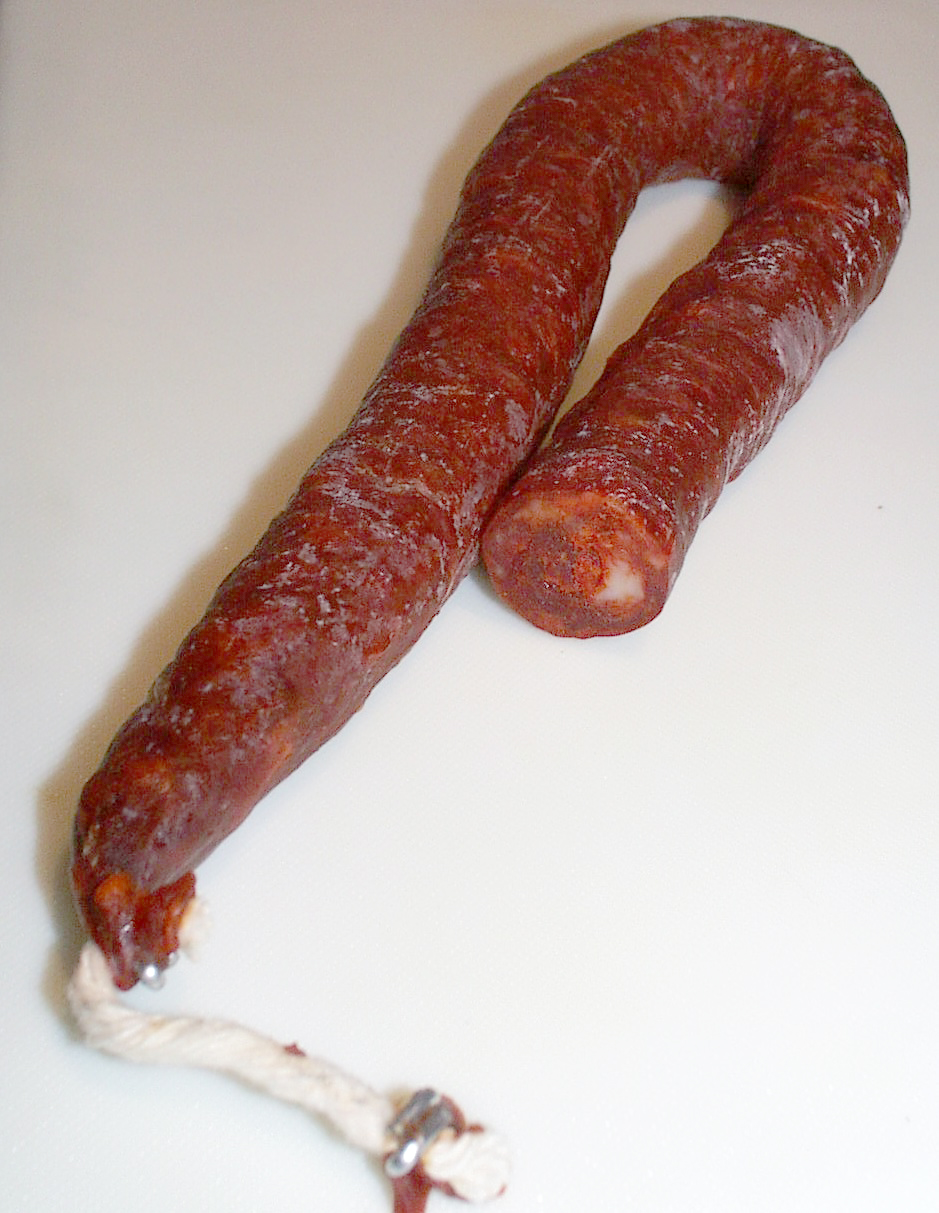
Chorizo sarta

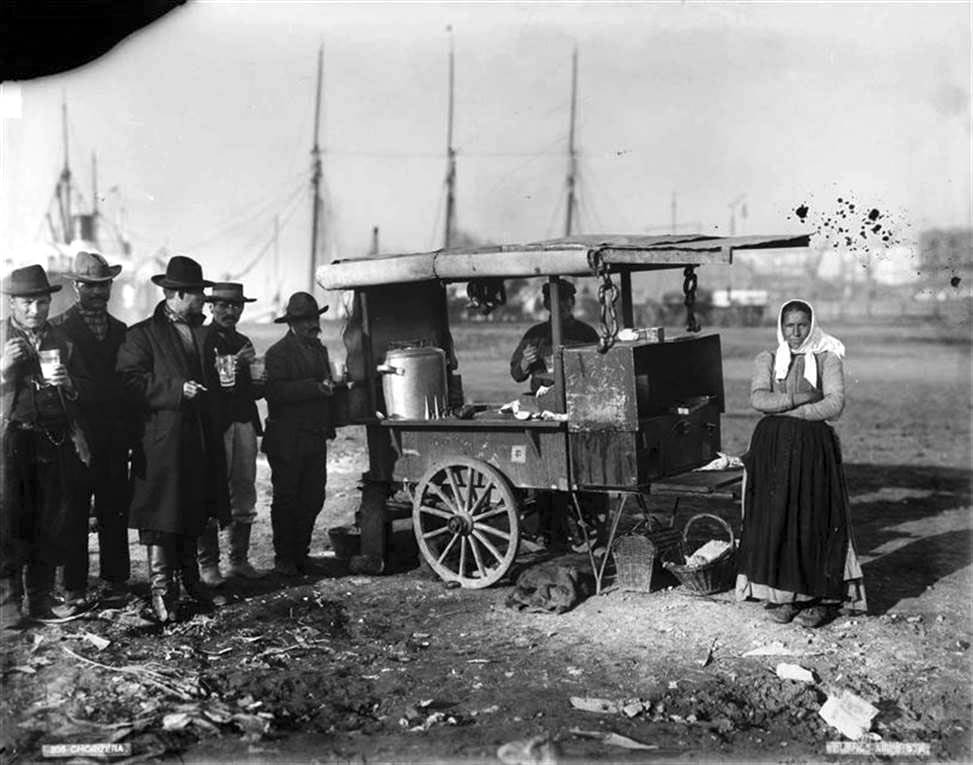
Harry Grant Olds: Potravinový vůz Choricera, který prodává chorizo, Buenos Aires, Argentina, 1901

Hlavními ingrediencemi choriza jsou mleté vepřové maso, mletá paprika a česnek. Paprika může být sladká nebo pálivá, podle požadované pikantnosti výrobku a je hlavní odlišnou přísadou od podobného fuetu. Ve Španělsku se také používá mletá uzená paprika Pimentón de Vera, která dává chorizu uzenou chuť.
Naprostá většina choriz se konzervuje sušením. V případě, že proces výroby choriza není ukončen sušením, jedná se o tzv. chorizo fresco. Je vhodné zejména na grilování a jako ingredience do vařených pokrmů.

## Druhy choriza

### Podle tvaru
- Chorizo cular – sušeno v umělém nebo přírodním střívku (tlusté střevo). Je dlouhé 50 – 60 cm a má průměr 4 až 6 cm. Váha jednoho kusu se pohybuje kolem 1 kg. Sušení trvá podle velikosti kusu přibližně 3 až 4 měsíce.
- Chorizo sarta/herradura – ve tvaru podkovy o váze 300 – 500 g. Průměr plátku je 2 až 3 cm. Je sušeno v tenkém střevě po dobu přibližně 20 dní.
- Chorizo vela – je rovné a tenké. Délka může být od 20 až do 40 cm. Chorizo vela je sušeno v umělém nebo přírodním tenkém střívku. Má průměr plátku 2 až 3 cm a váhu mezi 200 až 300 g.
- Chorizo ristra/pepona – je věnec menších choriz (připomínající tvarem špekáček). Pro výrobu je použito tenké střevo. Váha jednoho kusu je asi 100 g. Je to také podoba, ve které se nejčastěji nachází chorizo fresco, tj. chorizo, které nebylo sušeno.

### Podle použitého masa
- Chorizo serrano – vyrobeno z vepřového masa z běžného domácího prasete.
- Chorizo ibérico – vyrobeno z masa z černého iberského prasete. Pokud bylo prase navíc krmeno žaludy, jedná se o chorizo ibérico de bellota.

## Použití
Sušené chorizo je nejobvyklejší konzumovat nakrájené na plátky. Talířek nakrájeného choriza je oblíbená tapa ve Španělsku. Španělská jídla používající chorizo jsou např. fabada asturiana, arroz al horno, cocido madrileño nebo tortilla de chorizo. Mimo Španělsko je známým jídlem s chorizem argentinský choripán.

## Chorizo ve světě

### Jižní Amerika
V Argentině, Uruguayi a Paraguayi je oblíbené chorizo criollo – nesušené syrové chorizo, které je převážně určené na grilování.